# A Filly Fantázia epizódjainak listája
Ez a lap a Filly Fantázia című televíziós sorozat epizódjainak listáját tartalmazza.

## Évados áttekintés
| Évad | Évad | Epizódok | Eredeti sugárzás   | Eredeti sugárzás   | Magyar sugárzás     | Magyar sugárzás   |
| Évad | Évad | Epizódok | Évadpremier        | Évadfinálé         | Évadpremier         | Évadfinálé        |
| ---- | ---- | -------- | ------------------ | ------------------ | ------------------- | ----------------- |
|      | 1    | 13       | 2019. március 11.  | 2019. március 27.  | 2020. szeptember 5. | 2020. október 17. |
|      | 2    | 13       | 2020. december 25. | 2020. december 25. | 2021. február 6.    | 2021. március 20. |

## 1. évad (2019)
| #   | Eredeti cím             | Magyar cím              | Rendezte                 | Írta            | Eredeti premier   | Magyar premier       | Kód |
| --- | ----------------------- | ----------------------- | ------------------------ | --------------- | ----------------- | -------------------- | --- |
| 1.  | The Cupcake Mystery     | A muffin-rejtély        | Jacob és Henrik Andersen |                 | 2019. március 11. | 2020. szeptember 5.  |     |
| 2.  | The Blue Rainbow        | A kék szivárvány        | Jacob és Henrik Andersen | Johnny Hartmann | 2019. március 12. | 2020. szeptember 6.  |     |
| 3.  | Wranglum in Disguise    | Wranglum álruhában      | Jacob és Henrik Andersen |                 | 2019. március 13. | 2020. szeptember 12. |     |
| 4.  | Alone at Last           | Végre egyedül           | Jacob és Henrik Andersen |                 | 2019. március 14. | 2020. szeptember 13. |     |
| 5.  | The Evil Garden         | A gonosz kert           | Jacob és Henrik Andersen |                 | 2019. március 15. | 2020. szeptember 19. |     |
| 6.  | Dream of Doom           | A végzetes álom         | Jacob és Henrik Andersen |                 | 2019. március 18. | 2020. szeptember 20. |     |
| 7.  | Bijou on the Loose      | Bijou elvész            | Jacob és Henrik Andersen | Johnny Hartmann | 2019. március 19. | 2020. szeptember 26. |     |
| 8.  | The Magical Maze        | Mágikus labirintus      | Jacob és Henrik Andersen |                 | 2019. március 20. | 2020. szeptember 27. |     |
| 9.  | Teacher for a Day       | Tanár egy napra         | Jacob és Henrik Andersen |                 | 2019. március 21. | 2020. október 3.     |     |
| 10. | Hide and Seek           | Bújócska                | Jacob és Henrik Andersen | Armin Prediger  | 2019. március 22. | 2020. október 4.     |     |
| 11. | The Lost Mermaid        | Az elveszett sellő      | Jacob és Henrik Andersen | Carlos Bleycher | 2019. március 25. | 2020. október 10.    |     |
| 12. | The Star Crystal        | A csillagkristály       | Jacob és Henrik Andersen |                 | 2019. március 26. | 2020. október 11.    |     |
| 13. | Farina, the Fire Dragon | Farina, a vörös sárkány | Jacob és Henrik Andersen |                 | 2019. március 27. | 2020. október 17.    | 119 |

## 2. évad (2020)
| #   | #   | Eredeti cím                          | Magyar cím                | Rendezte                 | Írta | Eredeti premier    | Magyar premier                                                      | Kód |
| --- | --- | ------------------------------------ | ------------------------- | ------------------------ | ---- | ------------------ | ------------------------------------------------------------------- | --- |
| 14. | 1.  | The Freshmen                         | Az elsősök                | Jacob és Henrik Andersen |      | 2020. december 25. | 2021. február 6.                                                    |     |
| 15. | 2.  | The Treasure Hunt                    | A kincsvadászat           | Jacob és Henrik Andersen |      | 2020. december 25. | 2021. február 7.                                                    |     |
| 16. | 3.  | Feathers Appear When Angels Are Near | Az angyalok tollai        | Jacob és Henrik Andersen |      | 2020. december 25. | 2021. február 13.                                                   |     |
| 17. | 4.  | Art of Magic                         | A mágia művészete         | Jacob és Henrik Andersen |      | 2020. december 25. | 2021. február 14.                                                   |     |
| 18. | 5.  | A Royal Wedding                      | Egy királyi esküvő        | Jacob és Henrik Andersen |      | 2020. december 25. | 2021. február 17. (Cseh Minimax) 2021. február 20. (Magyar Minimax) |     |
| 19. | 6.  | The Hoopenhoof Game                  | A karika játék            | Jacob és Henrik Andersen |      | 2020. december 25. | 2021. február 18. (Cseh Minimax) 2021. február 21. (Magyar Minimax) |     |
| 20. | 7.  | A Magical Lesson                     | Egy varázslat tanóra      | Jacob és Henrik Andersen |      | 2020. december 25. | 2021. február 19. (Cseh Minimax) 2021. február 27. (Magyar Minimax) |     |
| 21. | 8.  | The Spring Ball                      | A tavaszi bál             | Jacob és Henrik Andersen |      | 2020. december 25. | 2021. február 22. (Cseh Minimax) 2021. február 28. (Magyar Minimax) |     |
| 22. | 9.  | A Visit from Fairy Land              | Látogatás Tündérországból | Jacob és Henrik Andersen |      | 2020. december 25. | 2021. február 23. (Cseh Minimax) 2021. március 6. (Magyar Minimax)  |     |
| 23. | 10. | Funtasia Festival                    | Fantázia fesztivál        | Jacob és Henrik Andersen |      | 2020. december 25. | 2021. február 24. (Cseh Minimax) 2021. március 7. (Magyar Minimax)  |     |
| 24. | 11. | I Dare You                           | Legyél bátor!             | Jacob és Henrik Andersen |      | 2020. december 25. | 2021. február 25. (Cseh Minimax) 2021. március 13. (Magyar Minimax) |     |
| 25. | 12. | The Haunted Library                  | A kísértetjárta könyvtár  | Jacob és Henrik Andersen |      | 2020. december 25. | 2021. február 26. (Cseh Minimax) 2021. március 14. (Magyar Minimax) |     |
| 26. | 13. | Battle of the Dark Crystal           | A sötét kristály csatája  | Jacob és Henrik Andersen |      | 2020. december 25. | 2021. március 1. (Cseh Minimax) 2021. március 20. (Magyar Minimax)  |     |